# 奧德爾冰川
76°44′S 159°55′E / 76.733°S 159.917°E
奧德爾冰川（英語：Odell Glacier）是南極洲的冰川，位於奧次地，流經阿倫山和庫姆斯山，最終注入莫森冰川，以奧塔哥大學的教授命名，現時由南極條約體系管理。